# Compagnie du chemin de fer Bône - Mokta - Saint Charles

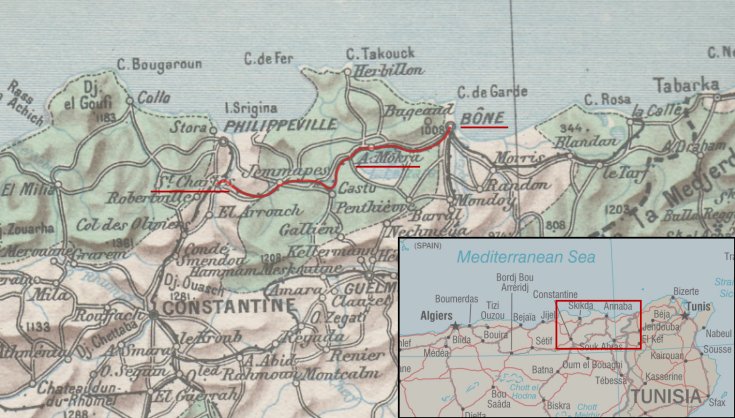
Carta della linea nel 1930

La Compagnie du chemin de fer Bône - Mokta - Saint Charles era una società francese con interessi imprenditoriali in Algeria creata per l'esercizio di una ferrovia a scartamento ridotto (1 055 mm) nel dipartimento di Bône. Nel 1915 la ferrovia fu integrata nella rete della Compagnie des chemins de fer algériens de l'État.

## Storia
Nel 1858 il marchese Eugène de Bassano, proprietario delle miniere di ferro di Meboudja, tra Annaba ed Aïn Mokra, costruì il primo tratto di 11 km di ferrovia a scartamento 1 055 mm tra i giacimenti di magnetite e il porto fluviale di La Seybouse (chemin de fer des mines de Mokta-el-Hadid à la mer).
Nel 1860 la linea fu prolungata fino ad Aïn Mokra, sita a 27 km ad Ovest di Bône e di El-Mkimen, in quanto Paulin Talabot aveva acquisito i diritti di sfruttamento dei giacimenti, nei quali erano occupati circa 3 000 operai, in gran parte italiani.
Nel 1862, la Société Bassano fallì e i suoi diritti di sfruttamento furono ceduti alla costituenda Compagnie des minerais de fer magnétique Mokta-El-Hadid. Nel 1863 Talabot costituì la Compagnie des mines de la Grandcombe et des chemins de fer du Gard, poi fondò la compagnie Mokta El Hadid di cui divenne presidente. Per il trasporto del minerale fu richiesta una concessione ferroviaria a scopo minerario al governatore generale che la rilasciò il 12 giugno 1863 per la tratta Aïn-Mokra - Bône. 
Constatato che il porto del Seybouse non era più sufficiente, la Mokta El Hadid costruì un nuovo molo che estendeva quello costruito tre secoli prima dai turchi. Nel 1867 la linea ferroviaria venne prolungata fino al molo sud del porto raggiungendo i 40 km di lunghezza.
Il trasporto di minerale destinato all'esportazione raggiunse la quantità di oltre 425 000 tonnellate nel 1874, ma le difficoltà crescenti di estrazione arrestarono presto l'attività estrattiva.
La Compagnie du chemin de fer Bône - Mokta - Saint Charles costituita per l'esercizio ferroviario ottenne, il 25 aprile 1900, la dichiarazione di pubblica utilità e la concessione per un prolungamento Aïn-Mokra - Saint-Charles.
Detta ferrovia fu riscattata con decreto del 4 settembre 1919 e incorporata nel pubblico dominio dello Stato.

## La linea esercita
- Bône - Aïn-Mokra, di 32,5 km, aperta nel 1858 a scartamento ridotto 1055.
- Aïn-Mokra – Saint-Charles di 65,9 km, aperta il 1º maggio 1905.

La ferrovia Bône - Saint-Charles fu convertita a scartamento normale il 16 dicembre 1952.

## Stazioni servite
- Bone, Karézas (12 km), Ferme de Lacombe, Oued-Zied, Aïn-Dalia, Aïn-Mokra (33 km), Gerst-Tabeiga, Bou-Maza, Hadjar-Soud, Hakessa, Gastu, Auribeau, Oued-Hamimine, Foy, Jemmapes, Bayard, Tangout, Ras-el-Ma (85 km), Oued-Deb, Rivière, Saint Charles (99 km)[4].

## Materiale rotabile

Locomotiva-tender a 2 cilindri SLM 0-5-0 per la ferrovia "Mokta-el-Hadid"

Locomotive a scartamento ridotto (1 055 mm)
| Gruppo | Rodiggio       | Anni di costruzione | Fabbrica | Stabilimento | Note |
| 1-4    | 020-020 Mallet | 1904                | SACM     | Belfort      |      |
| 11-12  | 050t           | 1919                | SLM      | Winterthur   |      |